# Odion Ighalo
Odion Ighalo (Lagos, Nigeria, 16 de junio de 1989) es un futbolista nigeriano que juega en la posición de delantero para el Al-Wehda Club de la Liga Profesional Saudí.

## Trayectoria

### Inicios
Nacido en Lagos y criado en Edo, Ighalo jugó como juvenil en su país con el Prime y el Julius Berger, donde fue descubierto por el agente de la FIFA Marcelo Houseman, quien se lo recomendó a Emefie Atta Aneke, representante de futbolistas profesionales, y este a su vez lo llevó a prueba con el FC Lyn Oslo de Noruega, equipo con el que firmó en 2007.

### F. C. Lyn Oslo
Hizo su debut en la Tippeligaen el 16 de septiembre de 2007 en la derrota 2-3 contra el Viking Stavanger entrando en el 64' sustituyendo a Kim Holmen. Solo 16 minutos le bastarían para anotar su primer gol, pues lo conseguiría en el 80'. Marcó seis goles en 13 partidos en su segundo año para ayudar a su equipo a la séptima posición, y posteriormente despertó el interés de otros clubes en el país, como el S. K. Brann, equipo con el que ya tenía un acuerdo, sin embargo el jugador y su agente entorpecieron la transacción por un supuesto interés del Udinese Calcio lo que provocó que se le informara, a través de una carta, a la Federación Noruega de Fútbol sobre la injusticia en el proceso de negociación.

### Udinese Calcio
El 30 de julio de 2008, y después de varios rumores, Ighalo firmó con el Udinese Calcio de Italia, moviéndose junto a su compañero de equipo Jo Inge Berget y acordando un contrato de cinco años. Raramente apareció en la Serie A en su temporada de debut, anotando contra el Cagliari Calcio en una victoria local de 6-2. Cuatro de sus cinco apariciones en la liga llegaron como sustituto en el segundo tiempo.

#### Granada C. F. & A. C. Cesena
Ighalo fue prestado a Granada en el verano de 2009, como parte del acuerdo de asociación entre el Udinese y los españoles. Anotó 17 veces en su primer año (incluidos los playoffs) y cinco en el segundo, ya que ambas temporadas terminaron en ascenso; esto se intercaló con un breve período de préstamo en Italia, el con AC Cesena.
Ighalo continuó jugando con el Granada en los años siguientes, aún propiedad del Udinese. Marcó el decisivo gol del ascenso del conjunto nazarí a Primera División tras 35 años de ausencia, en el partido de vuelta de la final del playoff de ascenso ante el Elche C. F., en el Estadio Martínez Valero. Jugó su primer partido de LaLiga el 27 de agosto de 2011, comenzando y jugando los 90 minutos completos en una derrota en casa por 0-1 ante el Real Betis.

#### Watford F. C.

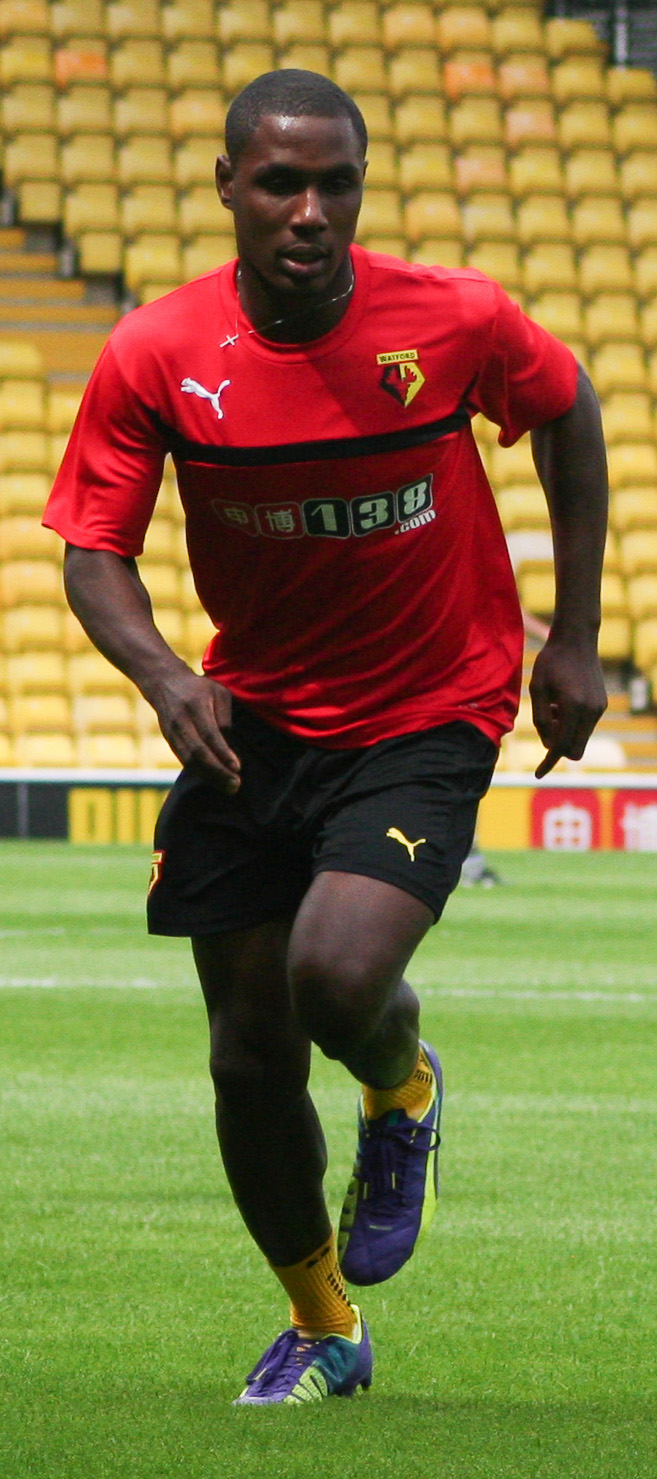
Ighalo entrenando en el Watford en 2014.

Ighalo se unió al Watford F. C. en un contrato de préstamo del Udinese durante toda la temporada, el 29 de julio de 2014. Hizo su debut para el club inglés en la primera ronda de la Copa de la Liga al Stevenage el 12 de agosto, y anotó su primer gol en el Campeonato contra el Brentford el 30 de septiembre al meter el balón en casa después de que David Button salvara su penal inicial, en una victoria por 2-1 en casa.
El 24 de octubre de 2014, el Watford rescindió el préstamo de Ighalo y lo volvió a firmar en un acuerdo permanente el mismo día después de que el Udinese lo liberó de su contrato. Exactamente tres meses después, marcó goles de cuatro segundos y medio y fue votado como el «hombre del partido» en una ruta local del Blackpool por 7-2, que lideró 0-2 en el medio tiempo; llevó su cuenta de la liga a 14 el 10 de febrero de 2015, después de anotar un doblete para ayudar a su equipo a venir desde atrás en el Brentford para ganarlo por 2-1, su segundo llegó a través de un encabezado de tiempo de lesión.
Ighalo anotó en su debut en la Premier League el 8 de agosto de 2015, reemplazando a José Manuel Jurado a 16 minutos del tiempo y colocando a los visitantes por delante 2-1 en un eventual empate 2-2 con gol de Miguel Layún contra el Everton para la apertura de la temporada. Marcó dos goles en una victoria por 2-0 en casa sobre el West Ham United el 31 de octubre, alcanzando siete goles para la temporada y convirtiéndose en el máximo anotador de clubes en la competencia después de solo 11 partidos.
El 20 de diciembre de 2015, Ighalo anotó en una victoria del Watford por cuarta vez consecutiva, obteniendo un refuerzo en una victoria por 3-0 sobre el Liverpool. Su recorrido de cinco goles le valió el «Jugador del Mes de la Premier League» de diciembre, mientras que su mánager Quique Sánchez Flores ganó el premio equivalente.
Ighalo rompió una sequía de goles personales de 599 minutos el 13 de marzo de 2016, con un gol en una victoria por 2-1 ante los titulares del Arsenal en los cuartos de final de la FA Cup, colocando a los Hornets en los últimos cuatro por primera vez en nueve años. El 12 de agosto firmó un nuevo contrato de cinco años pero, la siguiente temporada, marcó solo un gol de la liga y no encontró la red en ninguno de sus últimos 15 juegos.

### China
El 31 de enero de 2017, Ighalo se unió al Changchun Yatai de la Superliga de China por una cantidad de 20 millones £. Ocupó el segundo lugar en las listas de puntuación en su segunda temporada a los 21 años, pero su equipo sufrió un descenso.
Ighalo fue traspasado al Shanghái Greenland Shenhua el 14 de febrero de 2019. En marzo, dijo que rechazó una mudanza al Barcelona el mes anterior.
En marzo de 2020, el Shanghái Shenhua  le ofreció una extensión de contrato por valor de más de 400 000 por semana £.

#### Manchester United F. C.
El 31 de enero de 2020, Ighalo regresó a la Premier League, uniéndose al Manchester United en préstamo hasta el final de la temporada. Al hacerlo, se convirtió en el primer jugador nigeriano, y solo el séptimo africano, en unirse al club. Después de que se confirmó el movimiento, Ighalo reveló que había tomado un recorte salarial para que el movimiento se llevara a cabo, calificándolo como un "sueño" para unirse al club que siempre ha apoyado. Él optó por usar la camiseta número 25, que antes usaba el primer y más veterano jugador africano del Manchester United, Quinton Fortune de Sudáfrica.
Su presencia en el primer equipo fue bloqueada inicialmente como medida de precaución debido a los temores actuales sobre el brote del coronavirus en la República Popular China. Después de tres apariciones sustitutivas, Ighalo hizo su debut como titular para el United en el partido de vuelta de los 1/32 de final de Liga Europa de la UEFA contra el Club Brujas el 27 de febrero de 2020. Marcó su primer gol en el United, que también fue su primer gol en una competencia europea, en un encuentro que ganaron por 5-0. Una semana después, anotó su primer doblete para el club cuando el United venció al Derby County 3-0 en la FA Cup.
En enero de 2021 terminó su etapa en el United y unos días después se hizo oficial su fichaje por el Al-Shabab saudí. Allí estuvo un año antes de marcharse a otro equipo del mismo país, el Al-Hilal Saudi F. C. Vivió una tercera experiencia en Arabia Saudita tras fichar por el Al-Wehda Club en agosto de 2023.

## Selección nacional

### Categorías inferiores
Ighalo jugó dos partidos con Nigeria pertenecientes a la clasificación de los Juegos Olímpicos de Pekín 2008. Sin embargo, no fue incluido en la convocatoria final. En 2009 disputó la Copa Mundial de Fútbol sub-20, jugando 3 partidos y siendo eliminados en 2ª ronda. 

### Absoluta
El 24 de marzo de 2015, después de una serie de buenas actuaciones para el Watford, el nuevo entrenador interino de Nigeria, Daniel Amokachi, seleccionó a Ighalo por primera vez, y este último declaró: "Me siento bien porque es mi sueño jugar para mi país". Jugó su primer partido dos días después, saliendo de inicio en una derrota por 0-1 en casa ante Uganda en un amistoso.
Anotó su primer gol en el descuento, en un amistoso contra Luxemburgo ganando por 3-1, el 31 de mayo de 2016. 

#### Participaciones internacionales

##### Copa Mundial de Fútbol Rusia 2018
En las eliminatorias de la Copa del Mundo 2018, consiguió marcar un gol contra la selección de fútbol de Camerún, ganando por 4-0. 
Participó en la Copa Mundial de Fútbol de 2018 disputada en Rusia. En el primer partido fue titular, perdiendo contra la selección de Croacia. En los 2 últimos partidos de la fase de grupos fue suplente, ingresó contra la selección de Argentina pero no pudo evitar la derrota por 2 a 1 y la eliminación de su selección.

##### Copa Africana de Naciones Egipto 2019
En la clasificación para la Copa Africana de Naciones 2019 marcó un gol contra la selección de fútbol de Seychelles, ganando 3-0, y contra Libia marcó un triplete, ganando por 4-0. En la cuarta jornada marcó un doblete, consiguiendo ganar por 3-2.
Ayudó a Nigeria a finalizar en tercer lugar en la Copa Africana de Naciones, donde terminó en el XI ideal de la competencia y fue coronado como máximo anotador del certamen. Además, anunció su retiro de su selección después de 5 años de haberla representado.

## Clubes
Actualizado al 25 de noviembre de 2021.
| Club                             | País           | Año       | Partidos | Goles |
| -------------------------------- | -------------- | --------- | -------- | ----- |
| F. C. Lyn Oslo                   | Noruega        | 2007-2008 | 20       | 9     |
| Udinese Calcio Primavera         | Italia         | 2008-2009 | 20       | 11    |
| Udinese Calcio                   | Italia         | 2008–2009 | 10       | 1     |
| Granada C. F. (cedido)           | España         | 2009-2010 | 27       | 17    |
| A. C. Cesena (cedido)            | Italia         | 2010      | 3        | 0     |
| Granada C. F. (cedido)           | España         | 2010-2011 | 25       | 5     |
| Granada C. F. (cedido)           | España         | 2011-2012 | 31       | 7     |
| Granada C. F. (cedido)           | España         | 2012-2013 | 30       | 5     |
| Granada C. F. (cedido)           | España         | 2013-2014 | 10       | 3     |
| Watford F. C. (cedido)           | Inglaterra     | 2014-2015 | 16       | 12    |
| Watford F. C.                    | Inglaterra     | 2015-2017 | 100      | 40    |
| Changchun Yatai                  | China          | 2017-2019 | 55       | 36    |
| Shanghái Shenhua                 | China          | 2019-2020 | 19       | 10    |
| Manchester United F. C. (cedido) | Inglaterra     | 2020-2021 | 23       | 5     |
| Al-Shabab                        | Arabia Saudita | 2021-2022 | 32       | 22    |
| Al-Hilal Saudi F. C.             | Arabia Saudita | 2022-2023 | 9        | 9     |
| Al-Wehda Club                    | Arabia Saudita | 2023-     |          |       |

## Palmarés

### Títulos nacionales
| Título                    | Club                 | País           | Año  |
| ------------------------- | -------------------- | -------------- | ---- |
| Copa de China             | Shanghái Shenhua     | China          | 2019 |
| Liga Profesional Saudí    | Al-Hilal Saudi F. C. | Arabia Saudita | 2022 |
| Copa del Rey de Campeones | Al-Hilal Saudi F. C. | Arabia Saudita | 2023 |